# Menhir du Cimetière
Der Menhir du Cimetière (auch Menhir du Champ Rullé genannt) steht auf einem Feld hinter dem Friedhof im Norden von Saint-Laurent-sur-Oust bei Ploërmel im Département Morbihan in der Bretagne in Frankreich. Menhire gleichen oder ähnlichen Namens stehen bei der Chapelle de la Houssaye in Pontivy und in Montigny-Saint-Barthélemy. 
Der Menhir ist aus Konglomeratgestein das aus Gourin stammt, etwa 2,5 Meter hoch und 2,0 m breit. Sein Querschnitt ist unförmig.
In der Nähe liegt der Dolmen Courtil des Fées mit dem Menhir de Beaumont.